# Flagellospora minuta
Flagellospora minuta är en svampart som beskrevs av S.H. Iqbal & Bhatty 1980. Flagellospora minuta ingår i släktet Flagellospora och familjen Nectriaceae.   Inga underarter finns listade i Catalogue of Life.